# Municipio de Harlowe
El municipio de Harlowe (en inglés: Harlowe Township) es un municipio ubicado en el  condado de Carteret en el estado estadounidense de Carolina del Norte. En el año 2010 tenía una población de 1.570 habitantes.

## Geografía
El municipio de Harlowe se encuentra ubicado en las coordenadas 34°48′15.58″N 76°44′2.76″O / 34.8043278, -76.7341000.